# Eleições estaduais de Berlim em 1999
As eleições estaduais de Berlim em 1999 foram realizadas a 10 de Outubro e, serviram para eleger os 169 deputados para o parlamento estadual.
A União Democrata-Cristã, novamente, foi o partido vencedor das eleições, subindo para os 40,8% dos votos e 76 deputados. Para este resultado, muito contribuiu os 49% dos votos conseguidos pela CDU na antiga Berlim Ocidental.
O Partido Social-Democrata da Alemanha continuou com o seu declínio eleitoral, piorando o seu resultado de 1995, baixando para os 22,4% dos votos.
O Partido do Socialismo Democrático continuou com o seu forte crescimento eleitoral, chegando aos 17,7% dos votos, e, mantendo-se, claramente, o partido mais votado na antiga Berlim Leste, ao obter 39% dos votos nessa zona.
A Aliança 90/Os Verdes obteve um mau resultado, baixando para os 9,9% dos votos.
Após as eleições, a grande coligação entre CDU e SPD continuou na liderança do governo estadual.

## Resultados Oficiais
| Partido                 | Partido                           | Votos     | %     | +/-   | Deputados | +/-     |
| ----------------------- | --------------------------------- | --------- | ----- | ----- | --------- | ------- |
|                         | União Democrata-Cristã            | 637 311   | 40,76 | 3,32  | 76 / 169  | 11      |
|                         | Partido Social-Democrata          | 349 731   | 22,37 | 1,19  | 42 / 169  | 13      |
|                         | Partido do Socialismo Democrático | 276 869   | 17,71 | 3,08  | 33 / 169  | 1       |
|                         | Aliança 90/Os Verdes              | 155 322   | 9,93  | 3,25  | 18 / 169  | 12      |
|                         | Os Republicanos                   | 41 814    | 2,67  | 0,05  | 0 / 169   | Estável |
|                         | Partido Democrático Liberal       | 34 280    | 2,19  | 0,35  | 0 / 169   | Estável |
|                         | Panteras Cinzentas                | 17 559    | 1,12  | 0,58  | 0 / 169   | Estável |
|                         | Partido dos Direitos Animais      | 16 732    | 1,07  | Novo  | 0 / 169   | Novo    |
|                         | Outros                            | 33 958    | 2,18  |       | 0 / 169   |         |
| Votos Inválidos         | Votos Inválidos                   | 33 958    | 1,19  | 0,62  |           |         |
| Total                   | Total                             | 1 582 407 | 100   |       | 169 / 169 | 37      |
| Eleitorado/Participação | Eleitorado/Participação           | 2 414 493 | 65,54 | 3,04  |           |         |
| Fonte                   | Fonte                             | [ 1 ]     | [ 1 ] | [ 1 ] | [ 1 ]     | [ 1 ]   |